# Filip Arapin
Marko Julije Filip (lat. Marcus Julius Philippus; oko 204. u Shahbi -  249. kod Verone), poznat kao Philippus Arabus, Philipp Arapin i kao Filip I., od 244. do svoje smrti Rimski car. Naziv "Arapin" dobio je po imenu rodnog kraja. Uzeo je za suvladara sina Filipa II. S Perzijancima je uz velike ustupke sklopio mir. Za njegove vladavine je proslavljena tisućugodišnjica grada Rima. Ubijen je u Veroni.
| Prethodnik:                 | Rimski carevi | Nasljednik:               |
| Gordijan III. (238. – 244.) | Rimski carevi | Filip Cezar (247. – 249.) |

### Ostali projekti
|  | Zajednički poslužitelj ima stranicu o temi Filip Arapin |